# Indecent Obsession
Indecent Obsession est un boys band australien formé en 1987 à Brisbane, connu du grand public français pour leur titre Whispers in the Dark.

## Composition du groupe
- 1987-1992 : David Dixon (v), Andrew Coyne (g), Michael Szumowski (k), Daryl Sims (d).
- 1993-1995 : Richard Hennassey (v), Mark Gray (b), Graham Kearns (g), Michael Szumowski (k), Daryl Sims (d).

## Parcours
Ils enregistrèrent un titre avec la chanteuse japonaise Mari Hamada, Fixing A Broken Heart, en 1994.

## Discographie
Albums
- 1989 : Spoken Words
- 1990 : Indecent Obsession
- 1992 : Indio
- 1993 : Relativity